# Libocedrus
Libocedrus é um género de conífera pertencente à família Cupressaceae.

## Espécies
- Libocedrus austrocaledonica
- Libocedrus bidwillii
- Libocedrus chevalieri
- Libocedrus plumosa
- Libocedrus yateensis